# Werner Pöls
Werner Pöls (* 15. März 1926 in Manker bei Fehrbellin; † 21. Februar 1989 in Braunschweig) war ein deutscher Historiker, Hochschullehrer und Politiker (CDU).

## Leben
Pöls war nach Kriegsteilnahme und -gefangenschaft zunächst Volksschullehrer, studierte dann von 1952 bis zu seinem Staatsexamen 1957 Geschichte, Germanistik und Philosophie an der Universität Marburg und an der Freien Universität Berlin und wurde 1959 bei Walter Bußmann zum Doktor der Philosophie promoviert. Anschließend war er wissenschaftlicher Assistent und Akademischer Rat am Friedrich-Meinecke-Institut der Freien Universität Berlin und als langjähriger geschäftsführender Assistent unter Direktoren wie Hans Herzfeld, Wilhelm Berges, Reinhard Elze und Bußmann an dessen Aufbau des Instituts beteiligt. 1966 ging Pöls als Oberkonservator an die Universität München.
Im Jahr 1969 wurde Pöls als Professor und Nachfolger von Heinrich Heffter auf den Lehrstuhl für Neuere Geschichte an der Technischen Universität Braunschweig berufen, deren Philosophischer und Sozialwissenschaftlicher Fakultät er 1970 bis 1972 als Dekan vorstand. 1973/74 war er Gastprofessor am St Antony’s College der Universität Oxford. 1982 wurde er aus gesundheitlichen Gründen vorzeitig emeritiert. Im selben Jahr wurde er als ordentliches Mitglied in die Braunschweigische Wissenschaftliche Gesellschaft aufgenommen.
Pöls war Experte für deutsche Sozial- und Politikgeschichte des 19. Jahrhunderts und baute in den 1970er Jahren das bis dahin völlig ungeordnete und unzugängliche Bismarckarchiv (jetzt Archiv der Otto-von-Bismarck-Stiftung) in Friedrichsruh auf. 1974 fand auf seine Initiative hin der Deutsche Historikertag in Braunschweig statt. Seitdem war er auch (hochschul-)politisch aktiv: Von 1974 bis 1982 war Pöls für die CDU Mitglied des Niedersächsischen Landtages und Vorsitzender des Ausschusses für Wissenschaft und Kunst, 1974 bis 1980 darüber hinaus Präsident (sowie 1980 bis 1984 Vizepräsident) des Deutschen Hochschulverbandes. Pöls wandte sich gegen wichtige Anliegen der gesellschaftspolitisch motivierten Hochschulreform der 1970er Jahre in der Bundesrepublik (nicht zuletzt das Konzept der Gruppenuniversität) und vertrat mit großem organisatorischen Geschick die Belange der westdeutschen Professorenschaft wie auch seines eigenen Historischen Seminars.
Er war mit Eva di Michieli verheiratet, die 1977 an Krebs starb. Das Ehepaar hat vier Kinder.

## Ehrungen
- 1983: Verdienstkreuz 1. Klasse der Bundesrepublik Deutschland
- 1984: Ernennung zum Ehrenpräsidenten des Hochschulverbandes der Bundesrepublik Deutschland[1]

## Veröffentlichungen (Auswahl)
- Sozialistenfrage und Revolutionsfurcht in ihrem Zusammenhang mit den angeblichen Staatsstreichplänen Bismarcks (= Historische Studien. Band 377), Lübeck u. Hamburg 1960.
- mit Georg Kotowski, Gerhard A. Ritter (Hrsg.): Das wilhelminische Deutschland. Stimmen der Zeitgenossen. Frankfurt/M. 1965.
- Regierungswechsel in Hannover. Die Ereignisse im Niedersächsischen Landtag vom 14. Januar bis 6. Februar 1976 (= Niedersächsischer Landtag. Heft 2), Hannover 1977.
- (Hrsg.): Staat und Gesellschaft im politischen Wandel. Beiträge zur Geschichte der modernen Welt (Festschrift für Walter Bußmann), Stuttgart 1979, ISBN 3-12-911900-0.
- mit Klaus Erich Pollmann (Hrsg.): Moderne Braunschweigische Geschichte. Hildesheim 1982, ISBN 3-487-07316-1.
- (Hrsg.): Deutsche Sozialgeschichte 1815–1870. 4., unveränd. Aufl., München 1988, ISBN 3-406-33292-7.